# Nagydebrek

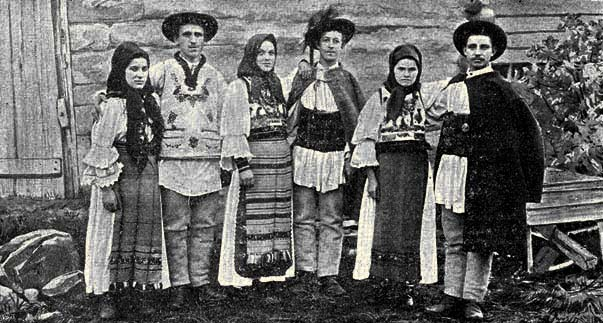
Nagydebreki viselet az 1890-es években

Nagydebrek (románul: Dobric) falu Romániában, Erdélyben, Beszterce-Naszód megyében.

## Fekvése
Déstől 29 km-re északkeletre, Bethlentől 12 km-re északnyugatra fekszik.

## Története
Történeti névalakjai: Dobrok (1456), Debreg (1485). Debrik (1576), Nagy-Debrik (1607), Nagy-Debregh és Dibrik (1612).
A 15. században Szeszármához tartozó román falu volt. 1649-től a Mikes család birtokolta.
A 19. század első felében a család fényűző kastélya mellett serfőzdét tartott fenn. 1848 őszén a környékbeli parasztság kifosztotta a Mikes-kastélyt. A dési nemzetőrség szétszórta a felkelőket és felgyújtotta a falut.
1862-ben a Mikes család birtokát br. Bornemissza Károly örökölte. Belső-Szolnok, 1876-tól Szolnok-Doboka vármegye Bethleni járásához tartozott. 1930 után, állítólag egy az Egyesült Államokból hazatért helybeli hatására, a lakók többsége pünkösdi hitre tért.

## Népesség
- 1900-ban 463 lakosából 441 volt román és 16 magyar anyanyelvű; 437 görögkatolikus, 8 zsidó, 7 református, 6 ortodox és 5 római katolikus vallású.
- 2002-ben 1133 lakosából 784 volt pünkösdista és 348 ortodox vallású.

## Látnivalók
- Ortodox (korábban görögkatolikus) fatemploma 1744-ben épült.
- A Mikes-, majd Kornis-kastélyt 1900–1902-ben akkori tulajdonosa, a Bornemissza család építette újra. A parkkal körülvett kastélyba 1992-ben ortodox apácák költöztek. A többségében pünkösdista lakosság nem nézte jó szemmel egy ortodox kolostor alapítását a falujában, és kilenc évig pereskedett az egyházzal az ingatlanért.[3]
- Határkereszt 1750-ből.

## Híres emberek
- Itt született 1819 április 19-én Mentovich Ferenc költő, filozófus.